# Laurent-Franck Liénard
Laurent-Franck Liénard est un avocat français, depuis 1992, spécialisé dans la défense de membres des forces de l'ordre.

## Biographie
Laurent-Franck Liénard est originaire de Dreux dans le département d'Eure-et-Loir, il est le fils d'une infirmière et d'un paysagiste. Il prépare dans un premier temps le concours de commissaire. Toutefois, après avoir travaillé dans un cabinet d'avocat, pour financer ses études, il s'oriente vers le métier d'avocat. Il est avocat à la cour d'appel de Paris depuis 1992 ; il indique alors : « J'ai commencé à défendre des policiers et j'y ai pris goût »,.
Politiquement, marqué à droite, il est délégué dans les Hauts-de-Seine de l’Union pour un mouvement populaire (UMP) sous Nicolas Sarkozy. En 2016, après la tentative de meurtre contre deux policiers à Viry-Châtillon, il devient le porte-parole et le conseiller du mouvement des policiers en colère (MPC). À la suite de cet engagement, il est renvoyé des écoles de la police nationale et de l'école nationale de la magistrature, où il enseignait.
Il est membre du corps des officiers de gendarmerie, au grade de chef d'escadron dans la réserve opérationnelle. Il est champion de tir sportif et instruit cette pratique. Spécialiste de la légitime défense, il forme des policiers nationaux et municipaux  à ce concept.

### Affaires emblématiques
Il est intervenu dans plusieurs affaires judiciaires particulièrement médiatisées.
En 2009, il défend la compagnie aérienne Yemenia, impliquée directement dans l'accident de l'Airbus A310 qui fait 152 morts. En 2010, il fait condamner le magazine Entrevue à 7 000 euros de dommages et intérêts pour la publication de photos dénudées de Kelly Bochenko, Miss Île-de-France 2009. Dans le cadre de la mort d'Adama Traoré en 2016 à la gendarmerie de Persan, Laurent-Franck Liénard conseille les gendarmes impliqués. Il assure la défense d'Alexandre Benalla, avec Audrey Gadot, jusqu'en septembre 2018. En 2020, il défend deux policiers mis en examen après la mort de Cédric Chouviat.

### Menaces
Il défend en 2022, le repenti corse Patrick Giovannoni, témoin assisté dans l’assassinat de l'avocat Antoine Sollacaro en 2012, membre du Muvimentu per l'Autodeterminazione. Ce dossier implique les membres corses du gang du Petit Bar. Menacé il demande une protection : « Sans conteste mon dossier en cours le plus dangereux » juge-t-il.
En juillet 2023, alors qu'il défend le policier qui a tiré sur Nahel Merzouk, il est victime, ainsi que son client, de menaces de mort, sur Twitter. Ils portent plainte et l'auteur des menaces, identifié par le pôle national de lutte contre la haine en ligne, est arrêté à Mérignac dans la région bordelaise,. Une rumeur avance qu'il porte parfois une arme pour se protéger, mais il refuse de commenter cette allégation.

## Prises de position
Laurent-Franck Liénard n'est pas favorable à la « présomption de légitime défense », pour les membres des forces de maintien de l'ordre, demandée par certains syndicats et défendue par Valérie Pécresse ou Marine Le Pen pendant la campagne présidentielle de 2022 : « En 2017, on a libéré le tir sur les véhicules et leur nombre a explosé. Ça a désinhibé les policiers, qui se sont mis à tirer plus vite et plus souvent »,.

## Publications
- L'armement des policiers municipaux, Territorial, janvier 2012, 56 p. (ISBN 978-2914726214)
- Force à la loi : Analyse juridique et judiciaire du port et de l'usage des armes par les forces de l'ordre, Crepin Leblond, décembre 2017, 342 p. (ISBN 978-2703004332)
- Avocat des flics, Nouveau Monde Éditions, 16 février 2022, 224 p. (ISBN 2380942730)

## À voir